# Inlandstaipan
Inlandstaipan (Oxyuranus microlepidotus), även kallad ökentaipan och vardagligt på engelska fierce snake, är en ormart som beskrevs av Frederick McCoy år 1879. Den hör till familjen giftsnokar och anses ha det kraftfullaste giftet av alla ormar. Inlandstaipanen lever i öst-mellersta Australien och kallas av aboriginerna där för dandarabilla.

## Utseende

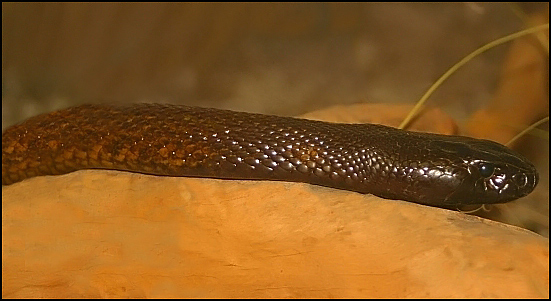
Mörkbrunt exemplar (vinter).

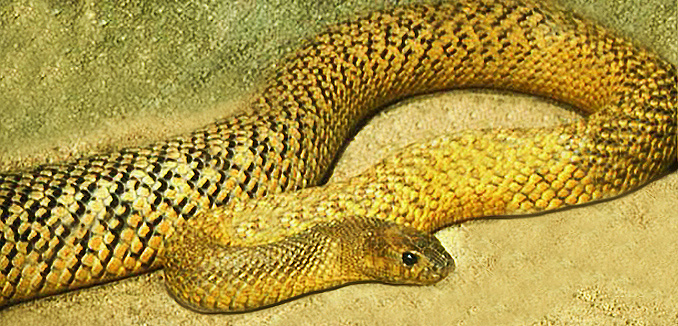
Olivfärgat exemplar (sommar).

Inlandstaipanen blir vanligtvis ca 1,8 m lång men stora exemplar kan bli uppemot 2,5 m. Huvudet övergår direkt i kroppen och huggtänderna blir mellan 3,5 och 6,2 mm långa. Ormen är brunfärgad med nyanser som skiftar från mörkbrun till brun-olivgrön beroende på årstiden. Den mörkare färgen på vintern gör att ormen kan absorbera mer ljus, och därmed värme, under de kallare månaderna. Magsidan på de mörkbruna ormarna är ofta tydligt ljusare än resten av kroppen, brunröd eller brungult färgad, medan huvudet tvärtom är mörkare, nästan svart. Färgskillnaden återfinns inte hos de olivfärgade ormarna som har samma färg på magen som resten av kroppen.
Ryggen, sidorna och svansen kan skifta i brunt och grått och fjällen kan ha en svartfärgad kant. Dessa svartmarkerade fjäll visar sig i oordnade mönster som pekar bakåt eller nedåt och återfinns hos både mörkbruna och olivfärgade inlandstaipaner. De lägsta horisontella fjällen har ofta även en gul kant. Det rundnosade huvudet och halsen är vanligtvis mörkare än kroppen (svartglansigt på vintern och mörkbrunt på sommaren) vilket möjliggör för ormen att värma upp sig utan att blotta hela kroppen. Ögonen har en svartbrun iris utan tydlig kant runt pupillen.

## Utbredning
Inlandstaipanen finns i de torra regionerna i centrala Australien, från den sydöstra delen av Northern Territory till västra Queensland. Den kan även hittas norr om Lake Eyre och väster om delningen av Murray River, Darling River och Murrumbidgee River.

## Ekologi

### Beteende och föda
Inlandstaipanen lever i hålor. Den är inte känd för att vara särskilt aggressiv, utan däremot foglig. Den hugger om den blir provocerad. Inlandstaipanen livnär sig på små gnagare, i huvudsak råttor och dödar sitt byte genom snabba hugg då den samtidigt injicerar sitt mycket toxiska gift i offret.

### Fortplantning
Inlandstaipanen lägger 12-24 ägg som kläcks omkring två månader senare. Äggen läggs vanligen i övergivna djurbon och djupa skrevor. Fortplantningen beror på tillgången till föda då de producerar mindre vid större matbrist.

## Förhållande till människor
Inlandstaipanen har ett extremt neurotoxiskt gift, men trots att den är mycket farlig så är den skygg vid normala temperaturer och lever endast i ökenområden i västra Queensland. Vid ett bett från en inlandstaipan måste motgift omedelbart sättas in och offret måste snabbt föras till sjukhus eftersom ormens gift är mycket snabbverkande. Trots detta har inga bekräftade dödsfall rapporterats.

### Gift
Ett enda bett från inlandstaipanen innehåller tillräckligt mycket gift för att döda upp till 100 vuxna människor eller 250 000 möss. Den genomsnittliga giftproduktionen är 44 milligram och 110 milligram är det högsta som har uppmätts hos ormen. Den är 25 gånger giftigare än indisk kobra och 450 - 500 gånger giftigare än västlig och östlig diamantskallerorm.